# Höhenburg (Gipfel)
Die Höhenburg ist ein 2108 m ü. A. hoher Gipfel in der Glocknergruppe im österreichischen Bundesland Salzburg, der in einer Hochgebirgslandschaft liegt und von mehr als zehn Dreitausender-Gipfeln und zwei Hochgebirgsstauseen umgeben ist.

## Lage und Umgebung
Der Berg liegt zwischen den beiden Hochgebirgsstauseen Wasserfallboden (im Norden) und Mooserboden (im Süden). Nächstgelegener Ort ist Kaprun. Benachbarte Gipfel sind im Osten der Hohe Tenn (3.368 m), im Westen der Kleine Grießkogel (2.669 m) und im Nordwesten das Kitzsteinhorn (3.203 m).

## Zugang

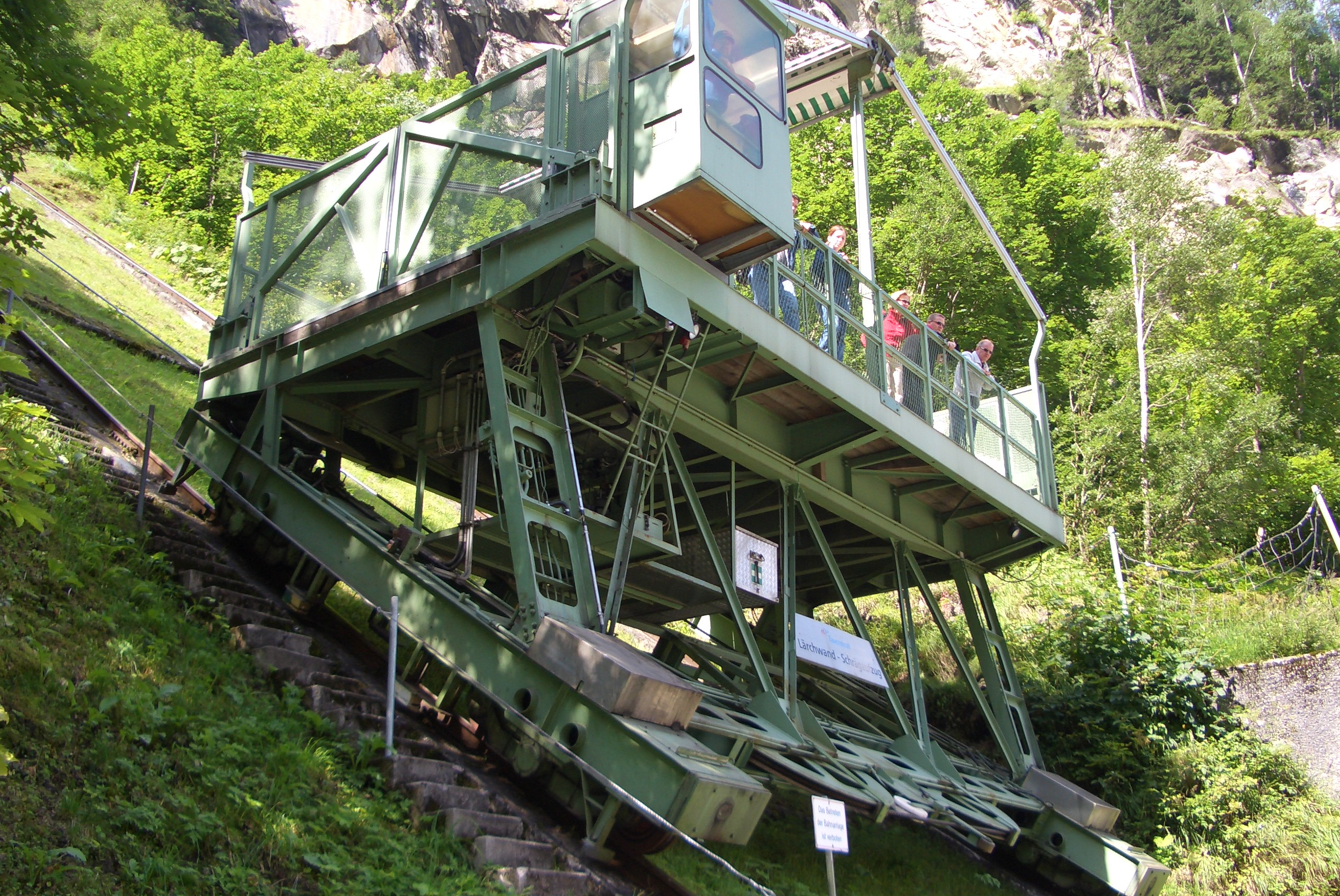
Lärchwandschrägaufzug

Von Ende Mai bis Mitte Oktober richtet die Verbund AG einen Transfer von Kaprun (Kesselfall, Parkhaus in der Nähe) bis zum Stausee Mooserboden ein, der aus drei Teilstrecken besteht:

- Zunächst fährt ein Bus bis zur Talstation des Lärchwandschrägaufzugs (1.209 m), Europas größtem Schrägaufzug.

- Mit dem Aufzug werden bis zu seiner Bergstation (1.640 m) 431 Höhenmeter zurückgelegt.

- Eine anschließende weitere Busstrecke führt über die Mooserbodenstraße unmittelbar zum Stausee Mooserboden.

Die gesamte Transferzeit beträgt rund 45 min. Nach Überquerung der Staumauer (Moosersperre) kann der Aufstieg zum Gipfel über einen Wanderweg (ca. 15 min.) oder drei verschiedene Klettersteige (ca. 20–30 min.) erfolgen.

## Klettersteige
Der Gipfel ist über drei verschiedene Klettersteige mit unterschiedlichen Anforderungen zu erreichen. Der Abstieg erfolgt auf einem Wanderweg. Seit 2017 kann die Staumauer auch auf einem Klettersteig überquert werden.
| Klettersteig  | Schwierigkeit | Höhenmeter |
| ------------- | ------------- | ---------- |
| Mooser-Mandl  | C/D           | 100 m      |
| Drossen-Hex   | E             | 100 m      |
| Limberg-Zwerg | B/C           | 50 m       |
| MOBO 107      | B/C           | 100 m      |

## Sonstiges
Im Jahr 2013 wurde auf dem Gipfel ein Holzkreuz errichtet. An einzelnen Tagen im Sommer wird eine Seilrutsche (Flying Fox) betrieben.